# Valerij Choděmčuk
Valerij Iljič Choděmčuk (ukrajinsky Валерій Ілліч Ходемчук; rusky Валерий Ильич Ходемчук; 24. března 1951 Ivankivský rajón – 26. dubna 1986 Černobylská jaderná elektrárna) byl ukrajinský inženýr, noční operátor oběhového čerpadla v Černobylské jaderné elektrárně. Je považován za první oběť Černobylské havárie.

## Životopis
Narodil se 24. března 1951 v Kropivni, v Ivankivském rajónu. V Jaderné elektrárně Černobyl pracoval od září 1973. Během prvních let v elektrárně zastával funkce strojníka kotlů, vedoucího technika kotlů dílny tepelných a podzemních komunikací, operátora 6. skupiny, vrchního operátora skupiny 7 hlavního oběhového čerpadla 4. bloku reaktorové dílny.
V noci 26. dubna 1986 byl v jedné z hlavních strojoven oběhových čerpadel v budově reaktoru 4. Přibližně v 1:23 (moskevského času) došlo ve čtvrtém reaktoru ke dvěma silným explozím. Výbuchy roztrhaly reaktor a okolní budovu, včetně hal hlavních cirkulačních čerpadel. Valerij Choděmčuk byl první obětí, která zahynula při černobylské havárii, protože se má za to, že zahynul ihned při explozi reaktoru číslo 4.

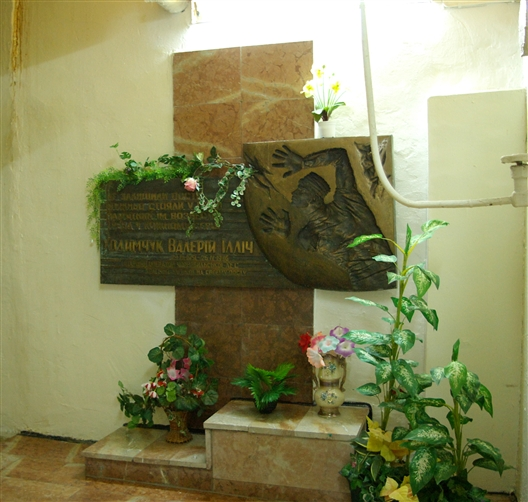
Chodemčukův památník ve tvaru kříže s květinami v budově reaktoru 4.

Jeho tělo nebylo nikdy nalezeno a předpokládá se, že je pohřben pod zbytky oběhových čerpadel. Na straně vnitřní dělicí stěny sarkofágu, východně od čerpací haly, tedy na místě jeho úmrtí, byl umístěn památník.

## Uznání
V roce 2008 mu ukrajinský prezident Viktor Juščenko posmrtně udělil Řád 3. stupně za odvahu.
V minisérii HBO Černobyl z roku 2019 ho ztvárnil herec Kieran O'Brien.